# حوسبة اجتماعية

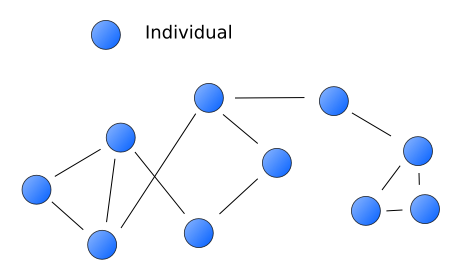

الحوسبة الاجتماعية هي مجال من مجالات علوم الحاسب والذي يهتم بمداخل السلوك الاجتماعي والأنظمة الحاسوبية. يعتمد هذا العلم على إنشاء أو إعادة إنشاء اتفاقيات اجتماعية وسياقات اجتماعية من خلال استخدام البرامج والتقنية. وبالتالي، فإن المدونات والبريد الإلكتروني والرسائل الفورية وخدمات الشبكات الاجتماعية والويكي والإشارات المرجعية الاجتماعية وغيرها من الحالات لما يُسمى غالباً البرامج الاجتماعية توضح الأفكار من الحوسبة الاجتماعية.

## نبذة تاريخية
تبدأ مراحل الحوسبة الاجتماعية حينما تبدأ مراحل السلوك البشري الاجتماعي عند الفرد. منذ الولادة وبشكل فطري، يتجه البشر بشكل تلقائي إلى بعضهم البعض ويتناغمون، ومع نموهم، يطورون قدرات ومهارات للتفاعل والتواصل مع بعضهم البعض أيضاً. يتراوح القدر في حجم القدرات الاجتماعية من شخص إلى شخص وربما يعود ذلك إلى التعبير والإيماءات في اللغة المنطوقة والمكتوبة. نتيجة لذلك، يكون الناس حساسون بشكل ملحوظ لسلوك من حولهم ويتخذون قرارات لا تعد ولا تحصى تتشكل من خلال سياقهم الاجتماعي. سواء أكان الحديث يختتم عندما يبدأ الجمهور في التململ، أو اختيار المطعم المزدحم على المطعم شبه المهجور، أو عبور الشارع ضد ضوء إشارة عبور المشاة وذلك لأنه يوجد شخص آخر يقوم بذلك، وفوق كل ذلك، توفر المعلومات الاجتماعية أساساً للاستدلال والتخطيط وتنسيق النشاط.
إن فرضية الحوسبة الاجتماعية هي أنه من الممكن تصميم أنظمة رقمية تدعم وظائف مفيدة من خلال إتاحة المعلومات المنتجة اجتماعياً لمستخدميها. قد يتم تقديم هذه المعلومات مباشرة، كما هو الحال عندما تُظهر الأنظمة عدد المستخدمين الذين قاموا بتصنيف المعلومات على أنها مفيدة أم لا، أو قد يتم تقديم المعلومات بعد تصفيتها وتجميعها، كما يحدث عندما توصي الأنظمة بمنتج بناءً على ما قام به أشخاص آخرون لديهم في سجلات المشتريات المماثلة. عوضاً عن ذلك، قد يتم تقديم المعلومات بشكل غير مباشر، كما هو الحال مع خوارزميات تصنيف صفحات Google التي تعرض نتائج البحث استناداً إلى عدد الصفحات التي تشير إليها (بشكل متكرر). في جميع هذه الحالات، يتم استخدام المعلومات التي تنتجها مجموعة من الأشخاص لتوفير أو تحسين أداء النظام، حيث تهتم الحوسبة الاجتماعية بالأنظمة من هذا النوع والآليات والمبادئ التي تقوم عليها مثل التكرار والتفضيل.

يمكن تعريف الحوسبة الاجتماعية على النحو التالي: 
 يشير مصطلح «الحوسبة الاجتماعية» إلى الأنظمة التي تدعم جمع المعلومات التي يتم توزيعها عبر المجموعات الاجتماعية مثل الفُرُق والمجتمعات والمؤسسات والمنظمات والأسواق، وتمثيل هذه المعلومات ومعالجتها واستخدامها ونشرها. علاوة على ذلك، فإن المعلومات ليست «مجهولة» ولكنها دقيقة إلى حد كبير لأنها مرتبطة بأشخاص يرتبطون بدورهم بأشخاص آخرين. 
 رغم ذلك، فإن التعريفات الأحدث قد تخلت عن القيود المتعلقة بعدم الكشف عن هوية المعلومات، والاعتراف باستمرار انتشار الحوسبة الاجتماعية وانتشارها المتزايد. على سبيل المثال، عرّف Hemmatazad، N. (2014) الحوسبة الاجتماعية بأنها: «استخدام الأجهزة المحوسبة لتسهيل أو زيادة التفاعلات الاجتماعية لمستخدميها، أو لتقييم تلك التفاعلات في محاولة للحصول على معلومات جديدة.»
قد يكون PLATO أول مثال على الحوسبة الاجتماعية في بيئة الإنتاج المباشر مع الآلاف من المستخدمين، على نظام الحاسب PLATO في جامعة إلينوي في «أوربانا شامبين» في عام 1973، عندما ظهرت التطبيقات والبرمجيات الاجتماعية لغرف الدردشة المتعددة المستخدمين ومنتديات رسائل المجموعة والمراسلة الفورية كلها كانت حاضرة خلال تلك السنة. في عام 1974، تم توفير البريد الإلكتروني وكذلك أول صحيفة على الإنترنت في العالم تسمى NewsReport ، والتي دعمت المحتوى المقدم من مجتمع المستخدمين وكذلك كتبها المحررون والمراسلون.
تتعلق الحوسبة الاجتماعية بدعم «الحسابات» التي تنفذها مجموعات من الناس، وهي فكرة شائعة في كتاب «جيمس سورويكي»، (حكمة الحشود). تشمل أمثلة الحوسبة الاجتماعية بهذا المعنى التصفية التعاونية والمزادات عبر الإنترنت وأسواق التنبؤ وأنظمة السمعة والاختيار الاجتماعي الحسابي والألعاب المختلفة. تركز صفحة معالجة المعلومات الاجتماعية على هذا الإحساس بالحوسبة الاجتماعية.

## نبذة عامة

### البنية التحتية التقنية
طرح Web 2.0 فكرة إشراك المستخدمين الذين يستخدمون مواقع الويب للتفاعل، وكان ذلك تقدماً عن Web 1.0 ، حيث قال Cormode و G. و Krishnamurthy، B. (2008): «كان ناشئين المحتوى قليلون في Web 1.0 حيث كانت الغالبية العظمى هم المستخدمين الذين يتصرفون ببساطة كمستهلكين للمحتوى وليسوا كمنتجين محتوى».
يوفر Web 2.0 وظائف تتيح خدمات استضافة الويب المنخفضة التكلفة، كما قدمت ميزات مع نوافذ المتصفح التي تستخدم بنية المعلومات الأساسية ووسعت نطاقها لتشمل أكبر عدد ممكن من الأجهزة باستخدام بروتوكول بروتوكول نقل النص الفائق.
بحلول عام 2006، أصبحت البرامج تهم الشركات أهمية خاصة في مجال الحوسبة الاجتماعية، والتي يشار إليها أحياناً باسم "Enterprise 2.0"، وهو مصطلح مشتق من Web 2.0، وهذا يشير عموماً إلى استخدام الحوسبة الاجتماعية في الشبكات الداخلية للشركات وفي بيئات العمل المتوسطة والكبيرة الحجم الأخرى. وتألفت من فئة من الأدوات التي سمحت للشبكات والتغيرات الاجتماعية للشركات في ذلك الوقت. لقد كانت هناك عدة طبقات من أدوات العمل على الويب 2.0 وتم إصدار العديد من التطبيقات والبرامج التعاونية مع استخدامات محددة.
المالية 
 تمثل المفاوضات الإلكترونية، التي ظهرت لأول مرة في عام 1969 وتم تكييفها مع مرور الوقت لتناسب احتياجات الشبكات في الأسواق المالية آلية تنسيق مهمة ومرغوبة للأسواق الإلكترونية. يسمح التفاوض بين الوكلاء (وكلاء البرمجيات وغير البرمجيات) بالمشاركة التعاونية والتنافسية للمعلومات لتحديد السعر المناسب. أظهرت الأبحاث والممارسات الحديثة أيضاً أن التفاوض الإلكتروني مفيد لتنسيق التواصل المعقد بين المنظمات. برز التفاوض الإلكتروني مؤخراً كمجال بحث ديناميكي متعدد التخصصات يغطي جوانب من تخصصات مثل الاقتصاد وأنظمة المعلومات وعلوم الحاسب ونظرية الاتصال وعلم الاجتماع وعلم النفس. 
 أصبحت الحوسبة الاجتماعية معروفة على نطاق واسع بسبب علاقتها بعدد من الاتجاهات أو الوجهات الحديثة. وتشمل هذه الشعبية المتنامية للبرامج الاجتماعية و Web 3.0، وزيادة الاهتمام الأكاديمي بتحليل الشبكات الاجتماعية، وبروز المصدر المفتوح كوسيلة قابلة للإنتاج، وقناعة متزايدة بأن كل هذا يمكن أن يكون له تأثير عميق على الحياة اليومية. ناقشت الورقة العلمية المصدرة في 13 فبراير 2006 من قبل شركة أبحاث السوق Forrester Research ما يلي: 
|  | إن الاتصالات السهلة التي تنتجها الأجهزة الرخيصة والمحتوى المعياري وموارد الحوسبة المشتركة لها تأثير عميق على اقتصادنا العالمي وبنيتنا الاجتماعية. يأخذ الأفراد على نحو متزايد العظة من بعضهم البعض بدلاً من المصادر المؤسسية مثل الشركات والمنافذ الإعلامية والأديان والهيئات السياسية. لتحقيق الازدهار في عصر الحوسبة الاجتماعية، يتعين على الشركات التخلي عن أساليب الإدارة والتواصل من أعلى إلى أسفل، ونسج المجتمعات في منتجاتها وخدماتها، واستخدام الموظفين والشركاء كمسوقين، وتصبح جزءًا من نسيج حي من الموالين للعلامات التجارية. |

## الأسس النظرية
تعد الحوسبة الذكية اجتماعياً مصطلحاً جديداً يشير إلى الجهود التي بذلها الأفراد في الآونة الأخيرة لفهم الطرق التي تثبت أن أنظمة الأفراد وأجهزة الحاسب مفيدة لهم كوسطاء بين الأشخاص والأدوات التي يستخدمها الأشخاص. تنتج عن هذه الأنظمة سلوكيات جديدة تحدث نتيجة للتفاعل المعقد بين البشر وأجهزة الحاسب ويمكن تفسيرها من خلال عدة مجالات مختلفة من العلوم. تم تأسيس أسس الحوسبة الاجتماعية بعمق في فهم علم النفس الاجتماعي وعلم النفس السيبراني. يغطي علم النفس الاجتماعي موضوعات مثل صنع القرار والإقناع وسلوك المجموعة والجذب الشخصي والعوامل التي تعزز الصحة والرفاهية. تلعب العلوم المعرفية أيضاً دوراً كبيراً في فهم الحوسبة الاجتماعية والسلوك الإنساني على عناصر التواصل التي تحركها الاحتياجات / الوسائل الشخصية. علم الاجتماع هو أيضا عامل لأن البيئات العامة تقرر كيف يختار الأفراد التفاعل والتواصل.
هناك العديد من مجالات الحوسبة الاجتماعية التي تمكنت من توسيع عتبة المعرفة في هذا التخصص. كل منطقة كانت قادرة على التركيز والهدف من وراءها والتي توفر لنا فهم أعمق للسلوك الاجتماعي بين المستخدمين الذين يتفاعلون باستخدام بعض الاختلافات في الحوسبة الاجتماعية.

## البرامج الاجتماعية
يمكن أن يكون البرنامج الاجتماعي أي نظام حسابي يدعم التفاعلات والتواصل الاجتماعي بين مجموعات من الأشخاص. فيما يلي أمثلة على هذه الأنظمة.

### وسائل التواصل الاجتماعي
أصبحت وسائل التواصل الاجتماعي من أكثر الوسائل المستخدمة على نطاق واسع للتفاعل من خلال أجهزة الحاسب أو الأجهزة المحوسبة الأخرى. على الرغم من وجود العديد من المنصات المختلفة التي يمكن استخدامها للوسائط الاجتماعية، إلا أنها تخدم جميعها نفس الغرض الأساسي المتمثل في إنشاء تفاعل اجتماعي من خلال أجهزة الحاسب والأجهزة المحمولة، إلخ. ومن هذه التفاعلات مقاطع الفيديو وGIF والعديد من أشكال الوسائط المتعددة الأخرى. وقد أتاح ذلك للمستخدمين طريقة محسّنة للتفاعل مع المستخدمين الآخرين مع التمكن من التعبير والمشاركة على نطاق أوسع أثناء التفاعل الحسابي. خلال العقدين الأخيرين، كانت وسائل التواصل الاجتماعي في قمة مستوياتها وبهجتها حيث أنشأت العديد من التطبيقات الشهيرة في ساحة الحوسبة الاجتماعية.

### شبكات التواصل الاجتماعي
من خلال الشبكات الاجتماعية، يمكن للأشخاص استخدام المنصات لبناء أو تحسين الشبكات / العلاقات الاجتماعية بين الناس. هؤلاء هم الأشخاص الذين يشاركون عادة في خلفيات أو اهتمامات متقاربة أو يشاركون في نفس الأنشطة. لمزيد من التفاصيل، راجع "خدمة الشبكات الاجتماعية".

### صفحات ويكي
توفر الويكي لمستخدمي الحوسبة فرصة للتعاون من أجل تحقيق هدف مشترك وتقديم محتوى للجمهور؛ كل من المستخدمين المبتدئين والخبراء. من خلال تعاون وجهود الكثيرين، أصبحت صفحة الويكي تحتوي على عدد لامحدود من التحسينات التي يمكن إجراؤها.

### المدونات

تمبلر-2 (Tumblr)

المدونة، هي من جوانب الحوسبة الاجتماعية، وهي أكثر طريقة للأفراد لمتابعة مستخدم معين أو مجموعة أو شركة معينة والتعليق على التقدم نحو المثل الأعلى المعين الذي يتم تغطيته في المدونة. يتيح ذلك للمستخدمين التفاعل باستخدام المحتوى الذي يوفره مسؤول الصفحة كموضوع رئيسي.
خمسة من أفضل منصات التدوين تشمل Tumblr وWordPress وSquarespace وBlogger وPosterous. تتوفر هذه المواقع للمستخدمين سواء أكانوا أفراد أو شركات أو مؤسسات، وتتيح التعبير عن أفكار و/ أو آراء معينة حول موضوع واحد أو مجموعة متنوعة من المواضيع. هناك أيضاً تقنية جديدة تسمى webloging وهي مواقع تستضيف مدونات مثل Myspace و Xanga. تتشابه المدونات على حد سواء من حيث أنها تعمل كشكل من أشكال الحوسبة الاجتماعية حيث تساعد في تكوين علاقات اجتماعية من خلال بعضها البعض مثل كسب المتابعين، أو استخدام علامات الهاشتاق، أو التعليق على منشور يقدم رأياً على مدونة.
وفقًا لدراسة أجراها Rachael Kwai Fun IP وChristian Wagner ، بعض ميزات المدونات الإلكترونية التي تجذب المستخدمين وتدعم المدونات والمدونات الإلكترونية باعتبارها جانبًا مهمًا من الحوسبة الاجتماعية في تشكيل وتعزيز العلاقات هي: أدوات إدارة المحتوى، وأدوات بناء المجتمع، تنظيم الوقت، البحث حسب الفئة، التعليق، والقدرة على تأمين المدونات المغلقة.
تُستخدم المدونات أيضاً بشكل كبير في مفاهيم الحوسبة الاجتماعية لفهم السلوكيات البشرية بين المجتمعات عبر الإنترنت من خلال مفهوم يسمى تحليل الشبكة الاجتماعية. تحليل الشبكات الاجتماعية (SNA) هو علم من العلوم الاجتماعية الذي يسعى إلى تفسير الظواهر الاجتماعية من خلال التفسير الهيكلي للتفاعل الإنساني كنظرية ومنهجية. هناك بعض الروابط التي تحدث في المدونات، وسجلات الويب في هذه الحالة، حيث يكون لها وظائف مختلفة تصور أنواعاً مختلفة من المعلومات مثل الرابط الثابت، والمدونات، والتعليقات، وTrackbacks.

### ألعاب الإنترنت
الألعاب عبر الإنترنت تعتبر سلوك اجتماعي وذلك لإستخدامها شبكة الإنترنت كوسيلة للعب (الألعاب عبر الشبكة) وأثناء التفاعل مع المستخدمين الآخرين. يمكن القيام باللعب عبر الإنترنت باستخدام العديد من المنصات المختلفة؛ تتضمن الأجهزة الشائعة أجهزة الحواسب الشخصية وأجهزة Xbox وPlayStation والعديد من وحدات التحكم في الألعاب التي يمكن أن تكون ثابتة أو متحركة.

### التعارف عن طريق الإنترنت
أنشأ التعارف عن طريق الإنترنت مجموعة من مواقع الويب مثل OkCupid وeHarmony وMatch.com. توفر هذه المنصات للمستخدمين طريقة للتفاعل مع الآخرين الذين لديهم أهداف تتعلق بإنشاء علاقات جديدة. سيختلف التفاعل بين المستخدمين في مواقع كهذه استناداً إلى النظام الفردي الأساسي والشخصي ولكن الهدف بسيط؛ وهو إنشاء علاقات من خلال التفاعل الاجتماعي عبر الإنترنت.

## الحوسبة الذكية الاجتماعية
تتفاعل مجموعات من الأشخاص مع أنظمة الحوسبة الاجتماعية هذه بطرق متنوعة، يمكن وصفها جميعاً بأنها حوسبة ذكية اجتماعياً.

### التعهيد الجماعي
يعد التعهيد الجماعي حالياً فرعاً من الحوسبة الاجتماعية التي رفعت مهام الحوسبة إلى مستوى جديد عندما يتعلق الأمر بسرعة الإكمال. وقد أعطى هذا أيضاً للمستخدمين طريقة لكسب الدخل من خلال طرق مثل Amazon Mechanical Turk.

### وسائل الاعلام الاجتماعية المظلمة
وسائل التواصل الاجتماعي المظلمة هي أدوات وسائل التواصل الاجتماعي المستخدمة للتعاون بين الأفراد حيث من المفترض أن تكون المحتويات متاحة للمشاركين فقط. ومع ذلك، بخلاف المكالمات الهاتفية أو الرسائل حيث يتم إرسال المعلومات من مستخدم واحد، ويتم إرسالها عبر وسيط وتخزينها على كل جهاز مستخدم، مع عدم وجود وسيلة إذن للتخزين بالمحتوى الفعلي للبيانات، وتتضمن وسائل الاتصال المزيد والمزيد من الخوادم حيث يتم استلام جميع المحتويات وتخزينها ثم نقلها. بعض الأمثلة على هذه الآليات الجديدة تشمل Google Doc أو Facebook أو Snapchat. جميع المعلومات التي تمر عبر هذه القنوات لم يتم النظر إليها إلى حد كبير من قبل المستخدمين أنفسهم ولم يتم تحليل تلك البيانات. ومع ذلك، بالإضافة إلى المستخدمين المعنيين، تمتلك الشركات الخاصة (Facebook وTwitter وSnapchat) التي قدمت هذه الخدمات سيطرة كاملة على هذه البيانات. قد يكون من المحتمل بأن الصور والروابط والإحالات والمعلومات التي تمر وتخزن من دون اذن ورقابة عبر الأنظمة الرقمية تلك أمر مسوق له ومخطط له أيضاً.

## نظريات العلوم الاجتماعية

### الذكاء الجمعي
يعتبر الذكاء الجمعي مجالاً للحوسبة الاجتماعية نظراً لجانب التعاون الجماعي، كونها مجالاً متزايداً ومتصاعد في علوم الحاسب، فإن الذكاء الجماعي يوفر للمستخدمين طريقة لاكتساب المعرفة من خلال الجهود الجماعية في بيئة تفاعلية اجتماعية.

### التصورات الاجتماعية
بدأت الأبحاث الحديثة في النظر في التفاعلات والتواصل بين البشر وأجهزة الحاسب الخاصة بهم في كمجموعات. يركز هذا الخط من البحث على التفاعل باعتباره الوحدة الأساسية للتحليل بالاعتماد على مجالات مثل علم النفس وعلم النفس الاجتماعي وعلم الاجتماع.

## البحوث الحالية
منذ عام 2007، أصبحت البحوث في مجال الحوسبة الاجتماعية أكثر شعبية للباحثين والمهنيين في مجالات متعددة تتناول التقنية والأعمال والسياسة. استخدمت دراسة أجرتها الشركات التابعة لجامعة ولاية واشنطن تحليلاً دلالياً كامناً للأوراق الأكاديمية التي تحتوي على مصطلح «الحوسبة الاجتماعية» لتجد أن الموضوعات في الحوسبة الاجتماعية تتلاقى مع ثلاثة محاور رئيسية هي اكتشاف المعرفة ومشاركة المعرفة وإدارة المحتوى. الحوسبة الاجتماعية تتواصل في تحويل اتجاه البحث في علوم المعلومات ككل، وذلك لتوسيع الجوانب الاجتماعية في المجالات التقنية والشركات. لقد استثمرت الشركات والصناعات مثل Google وCisco وFox في هذه المساعي. تشمل الأسئلة المحتملة التي يجب الإجابة عليها من خلال أبحاث الحوسبة الاجتماعية كيفية تكوين مجتمعات مستقرة، وكيف تتطور هذه المجتمعات، وكيف يتم إنشاء المعرفة ومعالجتها، وكيف يتم تحفيز الناس للمشاركة، إلخ.

حالياً، يتم إجراء البحوث في مجالات الحوسبة الاجتماعية من قبل العديد من المعامل المعروفة التي تملكها شركة مايكروسوفت ومعهد ماساتشوستس للتكنولوجيا. انطلق فريق Microsoft ببيان مهمته «البحث وتطوير البرامج التي تسهم في تفاعلات اجتماعية جذابة وفعالة.» هم يركزون بشكل رئيسي على عمليات التصميم التي تركز على المستخدم. أيضاً، يعملون على إضافة نماذج أولية سريعة مقترنة بعلوم صارمة لإخراج مشاريع وأبحاث كاملة يمكن أن تؤثر على مجال الحوسبة الاجتماعية. تشمل المشاريع الحالية التي يجري العمل عليها من قبل فريق Microsoft Hotmap ، SNARF ، Slam ، وWallop على سبيل المثال لا الحصر. ومع ذلك، فإن معهد ماساتشوستس للتكنولوجيا يهدف إلى إنشاء برامج تشكل أكثر عمقاً داخل المدن: 
 «بشكل أكثر تحديداً، (1) نقوم بإنشاء مؤسسات صغيرة في الفضاء المادي، (2) نقوم بتصميم عمليات اجتماعية تسمح للآخرين بتكرار تلك المؤسسات الصغيرة وتطويرها، (3) نكتب برامج تمكن تلك العمليات الاجتماعية. نحن نستخدم هذه العملية لإنشاء أنظمة أكثر قوة ولامركزية وإنسانية في مدننا. نحن نركز بشكل خاص على إعادة اختراع أنظمتنا الحالية للتعلم والزراعة والنقل».  
 تشمل المشاريع البحثية الحالية في مختبر MIT للحوسبة الاجتماعية The Dog Programming Language ، Wildflower Montessori ، وYou Are Here. نظرة عامة واسعة على ما يمكن توقعه من Wildflower Montessori التي بدأت حديثًا على النحو التالي: 
 «مدرسة وايلد فلاور مونتيسوري هي مدرسة مختبر رائدة والأولى في الشبكات الجديدة من مراكز التعلم. هدفها هو أن تخلق تجربة في بيئة تعليمية جديدة، وتمييز الحدود بين المقاهي والمدارس، وبين التعليم المنزلي والمدارس المؤسسية، وبين الطرق الملموسة والمتعددة الحواس والتفكير التجريدي، تعمل وايلد فلاور كمنصة بحث لاختبار الأفكار الجديدة في تطوير طريقة مونتيسوري في سياق الطلاقة الحديثة، وكذلك لاختبار كيفية توجيه النمو العضوي لنظام اجتماعي يشجع على نمو وربط هذه المدارس». 

## الفرق بين العلوم الاجتماعية والعلوم الاجتماعية الحاسوبية
يمكن تعريف العلوم الاجتماعية الحاسوبية على أنها متعددة التخصصات للكون الاجتماعي على العديد من المقاييس، بدءًا من العناصر الفاعلة الفردية إلى المجموعة الأكبر من خلال الحساب الوسيط. علوم الحاسب هي دراسة مبادئ واستخدام أجهزة الحاسب لدراسة التجارب والنظريات.

## المؤتمرات
- العمل التعاوني المدعوم بالكمبيوتر (CSCW)
- SIGCHI

## إنظر أيضاً
- اتصال بواسطة الكمبيوتر
- نظرية الألعاب
- نظام متعدد الوكلاء
- نظرية الخيار الاجتماعي
- شبكة اجتماعية
- علم الاجتماع
- ذكاء جمعي
- ويب 2.0
- الشبكة المنزلية

## روابط خارجية
- نظرة عامة على النظراء لمراجعة الحوسبة الاجتماعية بواسطة توم إريكسون (IBM Research) وإليزابيث تشرشل (Yahoo! ابحاث)
- الآلات الاجتماعية - الحوسبة تعني التوصيل - واد روش، MIT Technology Review ، أغسطس 2005
- Microsoft Research - مجموعة الحوسبة الاجتماعية
- مجموعة أبحاث الحوسبة الاجتماعية لشركة IBM
- نقاش الحوسبة الذكية اجتماعيا
- الحوسبة الاجتماعية ، طبعة خاصة من اتصالات ACM ، حرره دوغلاس شولر، المجلد 37، العدد 1 (يناير 1994)، الصفحات: 28 - 108
- الأسس النظرية للحساب الاجتماعي
- قضايا علم النفس الاجتماعي والعلوم المعرفية